# Quintanilla de la Presa
Quintanilla de la Presa es una localidad española perteneciente al municipio burgalés de Villadiego, en la comunidad autónoma de Castilla y León. Está ubicada en la comarca de Odra-Pisuerga.

## Datos generales

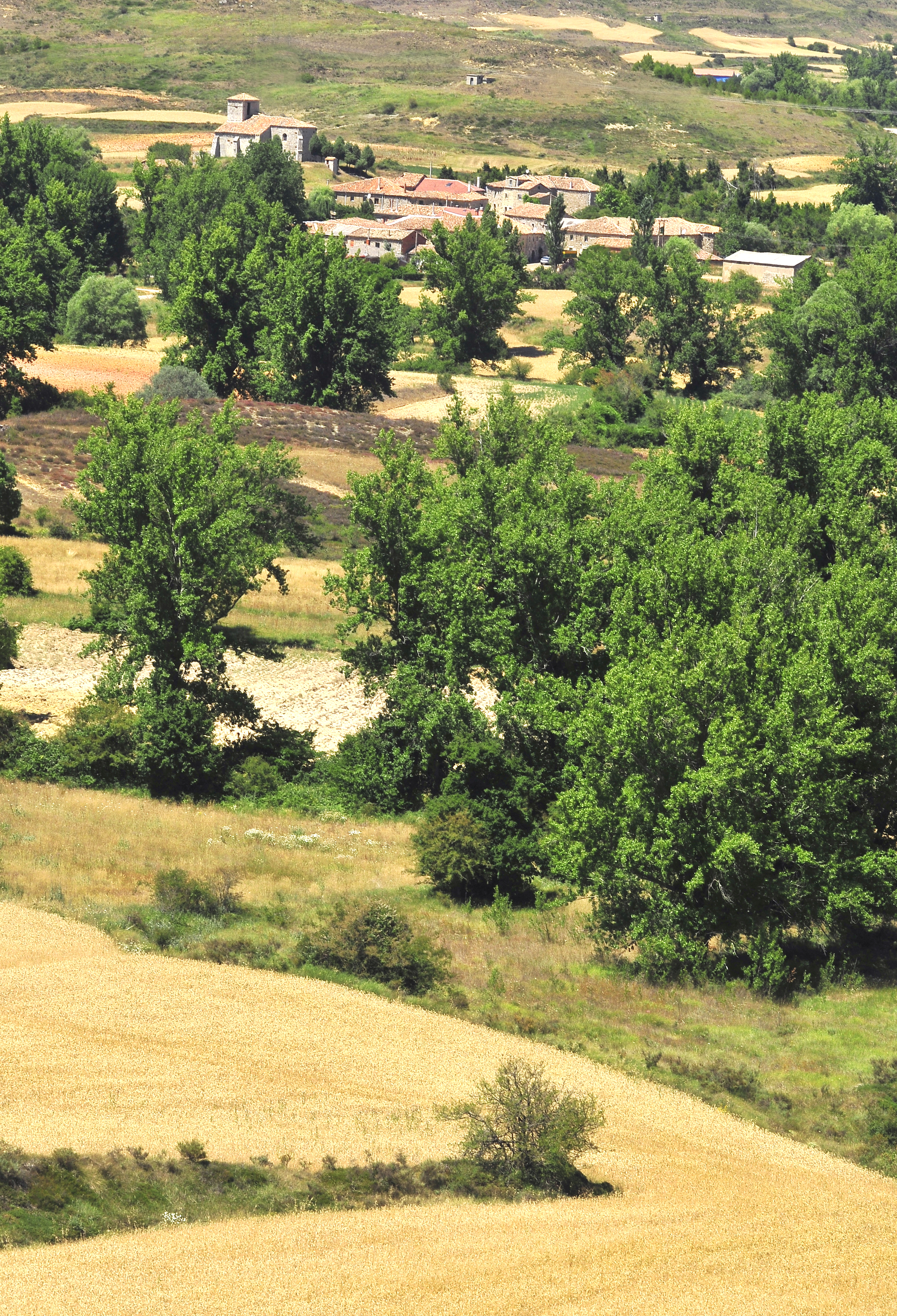
Vista de Quintanilla

En 2024, contaba con 13 habitantes. Situada entre Fuencivil y Brullés, 11 km al noroeste de la capital del municipio, Villadiego. Bañado por el río Brullés que pasa a pocos metros del caso urbano.  Con acceso desde la BU-601, entrando por Brullés en la carretera provincial BU-V-6014. En 2013 contaba con 12 habitantes.
Eclesiásticamente pertenece a la archidiócesis de Burgos y el arciprestazgo de Amaya.

## Situación administrativa
Entidad local menor, cuyo alcalde pedáneo es Agustín Alonso Mediavilla. Concejal: Alba Alonso Maestro y Antonio.

## Toponimia
El apelativo «de la Presa» lo recibe de la gran presa que se formaba en el pozón para alimentar el agua del molino que regentaba el convento que hubo en las inmediaciones.[cita requerida]

## Historia

### Edad Media
El 23 de abril de 1240 viene citado como Quintaniella, indicando que tiene una presa
Citado en 1243 como Quintaniella de la Presa, en una donación al monasterio de las Huelgas, en el testamento de Mayor Ordóñez, una señora con muchas propiedades.
El libro Becerro de las Behetrías, siglo XIV (1352), lo denomina Quintaniella a secas.

### Edad Moderna
Lugar que formaba parte de la Cuadrilla del Condado en el Partido de Villadiego, uno de los catorce que formaban la Intendencia de Burgos. Durante el periodo comprendido entre 1785 y 1833, en el Censo de Floridablanca de 1787, jurisdicción de señorío siendo su titular el duque de Frías; alcalde pedáneo.
En el censo de la matrícula catastral contaba con 10 hogares y 32 vecinos.
Madoz lo describe en 1850 como una aldea con ayuntamiento, de la provincia, diócesis, audiencia territorial y capitanía general de Burgos. Partido judicial de Villadiego. Situado en terreno desigual. Clima frío y vientos frecuentes de norte y sur. Tiene 16 casas y una iglesia parroquial (Santa Coloma). El terreno es de mediana calidad. Los caminos se hallan en mediano estado y se dirigen a los pueblos limítrofes. La correspondencia se recibe de Villadiego por valijero. Producciones: trigo de varias clases, centeno, cebada, avena, yeros y titos; cría ganado lanar, vacuno y asnal; pesca de cangrejos. Población 10 vecinos con 41 habitantes. Contribución 961 reales 15 maravedíes.
Entre el censo de 1857 y el anterior, este municipio desaparece porque se integra en el municipio 09401 (Los Valcárceres).

## Demografía
| Gráfica de evolución demográfica de Quintanilla de la Presa entre 1842 y 1842 |
| |
| Población de derecho según los censos de población del INE. Población de hecho según los censos de población del INE.Entre el censo de 1857 y el anterior, este municipio desaparece porque se integra en el municipio Los Valcárceres. |

## Patrimonio arquitectónico
- Iglesia de Santa Columba:[4][9][10] ubicada en un alto. Se levantó en distintos momentos en el Medioevo. Los primeros trabajos datan de las últimas décadas del siglo XII. Hay muros románicos. La nave lateral es gótica, levantada, posiblemente, sobre un atrio anterior, tal vez románico. Portada gótica primitiva. Alterna sillería (cuerpo de la nave y torre) con mampostería (cabecera). Torre de estilo popular del siglo XVII, con escalera lateral. Canecillos. Pila bautismal de traza románica.
- Fuente tradicional: restaurada en 2013.

## Despoblados
Despoblado en el término de San Román: se localiza sobre una plataforma en la confluencia del río Brullés y un arroyo. Gonzalo Martínez Díez cita este despoblado a partir de la tradición oral. Se han encontrado restos de tejas y bloques de caliza, así como algunas cerámicas a torno, todo ello en un área amplia.

## Ocio
- Fiesta de Santa Columba: el 9 de octubre.
- Coto de caza Quintanilla de la Presa-Icedo.
- Sendero de las Lastras:[11] Señalizado. 13,7 km. Desnivel acumulado 270 m.